# 185 (število)
185 (stó pétinósemdeset) je naravno število, za katerega velja 185 = 184 + 1 = 186 - 1.
Sestavljeno število
185 lahko zapišemo kot vsoto kvadratov dveh števil na dva načina: {\displaystyle 185=13^{2}+4^{2}=11^{2}+8^{2}}